# Ulf Langheinrich
 (juin 2025).
Si vous disposez d'ouvrages ou d'articles de référence ou si vous connaissez des sites web de qualité traitant du thème abordé ici, merci de compléter l'article en donnant les références utiles à sa vérifiabilité et en les liant à la section « Notes et références ».
 (juin 2025).
Il peut être nécessaire de l'améliorer pour respecter le principe de neutralité de point de vue. Veuillez consulter la page de discussion pour plus de détails.

Ulf Langheinrich, né le 20 février 1960 à Wolfen, est un artiste visuel et compositeur de musique, dont l'œuvre principalement non narrative révèle une approche spécifique du temps, de l'espace et du corps.

## Biographie
Né en 1960 à Wolfen (ex-RDA), Ulf Langheinrich étudie le design industriel à Halle puis émigre en Allemagne de l’Ouest en 1984. Il y crée un studio de musique électronique. En 1988, il part pour Vienne, où le centre artistique Wuk l'accueille en résidence. Une exposition de ses peintures et dessins est présentée à la Kunsthalle Exnergasse en 1990.
En 1991, il fonde avec Kurt Hentschläger le duo Granular-Synthesis, qui réalise plusieurs projets internationaux à grande échelle, parmi lesquels Modell 5 (1994-2007), Noisegate (1998) et Pol (1998-2008).
Il se produit en Europe, en Asie, en Amérique du Nord et en Océanie. Si le duo ne crée plus de spectacles ou installations depuis 2003, ses œuvres continuent à être présentées à travers le monde et sont publiées sur plusieurs DVDs, parmi lesquels Remix/Index (Arge Index / Medienwerkstatt Wien & sixpackfilm, 2004) et Immersive Works (ZKM / Cantz, 2004), ainsi que sur les compilations ‘’40jahrevideokunst.de’’ (Hatje Cantz, Ostfildern, 2006) et ‘’Videorama Artclips from Austria’’ (Kunsthalle Wien, 2009).
Certaines pièces font partie des collections de musées internationaux comme le MoMA PS1 à New York (le DVD ‘’Form’’ depuis 1999), et du ZKM Center for Art and Media à Karslruhe, dans l’exposition permanente accessible sur appareils mobiles ‘’Imagining Media@ZKM’’).
À partir de 2003, Ulf Langheinrich se consacre de nouveau à ses projets personnels. Son installation audiovisuelle ‘’Soil’’ est alors présentée dans les foires internationales d’art contemporain Art Cologne et Art Brussels. Il réalise plusieurs films, dont le long métrage en très haute définition Drift (2005), Hemisphere (2006), pour écran hémisphérique suspendu avec le soutien de la fondation fédérale allemande de la culture et Land (2008), son premier film stéréoscopique, commande de la Biennale de Liverpool 2008.
Il conçoit des installations audiovisuelles stéréoscopiques en 2D et 3D comme les séries No-land, Music, Waveform et Movement. Osc, monumentale installation monolitique en extérieur se décline en différentes versions selon les lieux où elle est présentée, sur la cage d'escalier du National Théâtre de Londres, ou au-dessus de l'eau comme à Barcelone ou Karslruhe.
Ses œuvres sont présentées notamment à Barcelone (MACBA), Berlin (Martin-Gropius-Bau), Dresde (Hellerau EZK), Eindhoven (STRP Festival), Gand (Film Festival), Hong Kong (Run Run Shaw Centre), Madrid (ARCO), Melbourne (ACMI), Moscou (Red October, Winzavod), Perth (PICA), Rome (Palladium, MACRO-La Pelanda), Rotterdam (DEAF), Séoul (Incheon Digital Arts Festival), Shanghai (Zendai MoMA, Shanghai Sculpture Space and Science and Technology Museum), Vienne (Wien Modern), etc.
En 2005, il est l'invité spécial du festival Ars Electronica de Linz, avec le soutien de la Fondation Siemens et du festival international de musique techno Melt!_Festival à Ferropolis (2018).
En tant que compositeur, il se produit dans les grands festivals de musique contemporaine, dont le festival d'art lyrique d'Aix-en-Provence avec Syntony (2005) pour vidéo, électronique et instruments classiques, Wien Modern, avec Drift Live (2006) ou encore Tonlagen à Dresde avec Ku pour orgue d'église et film 3D stéréoscopique(2010).
Il collabore avec le chorégraphe français Angelin Preljocaj (N en 2004), avec les danseuses japonaises Akemi Takeya (CE_I, Weathering en 2005-2006) et Toshiko Oiwa (Movement A en 2008, Movement X et Movement Y en 2010, Movement B en 2011), avec la danseuse chinoise Luo Yuebing (Movement C en 2012, Movement Z en 2014). En 2020, il crée Vortex, un spectacle de danse et images stéréroscopiques avec la chorégraphe italienne Maria Chiara de' Nobili.
Il réalise avec l’artiste britannique Gina Czarnecki le film Spintex en 2008, et quatre films pour les environnements cinématographiques interactifs de Jeffrey Shaw (Perm pour l'EVE en 2005 ainsi qu'Alluvium, Movement Z et Music II pour l'AVIE en 2010 et 2014).
En 2015 il crée les images et collabore à la conception lumière de l'opéra Solaris de Dai Fujikura et Saburo Teshigawara, d'après le roman de Stanislas Lem.
La discographie d'Ulf Langheinrich compte les CD Degrees of Anmesia (Asphodel Records), sorti en 1998 et réédité en 2012 par DS-X.org, et It Would Have Been Fantastic, réunissant les compositions sonores de ses installations (DS-X.org, 2012). Le double DVD Visionaries 21: The Aesthetic Of Sensory paru en 2013 chez Artfilms (R.U - Australie) présente ses spectacles et installations créés entre 2002 et 2010.
Ulf Langheinrich a reçu plusieurs prix et récompenses pour son œuvre, principalement avec Granular-Synthesis, parmi lesquels, le Prix Autrichien pour le développement de l’art des nouveaux médias (1993) et le Grand Prix Open Competition Artec à la Biennale internationale de Nagoya (1995). Son travail a été largement soutenu en Autriche et Allemagne, notamment par l’État Fédéral Autrichien pour les Beaux-arts (1999), la Fondation Siemens (2005) ou la Fondation culturelle fédérale d’Allemagne (2006).
Entre 2003 et 2010, il enseigne les nouveaux médias dans les universités HGB à Leipzig, FH à Salzbourg et à la City University de Hong Kong, ainsi qu’au Fresnoy - studio national des arts contemporains à Tourcoing. Il est également artiste conférencier en résidence au RMIT à Melbourne et à l’université nationale d’Art de Hangzhou.
Depuis 2019 il est intervenant régulier pour Sup de Sub, un programme éducatif à Marseille et en Seine-Saint Denis, du collectif LFKs dirigé par l’artiste français Jean Michel Bruyère.
De 2016 à 2020 il est directeur artistique du festival CynetArt à Dresde.

## Œuvres

### Installations et vidéos
- B (1991)
- Perm (2003)
- Soil (2003)
- Waveform B (2005)
- Light (2005)
- Waveform A (2005)
- Drift (2005)
- Osc (2006)
- Dusk (2007)
- De Natura Sonoris Tema (2007)
- De Natura Sonoris Red (2007)
- De Natura Sonoris Woman Walking (2007)
- Spintex (2009) avec Gina Czarnecki
- Land, 3D (2008-2010)
- XXX (2010)
- Alluvium (2010), pour l'AVIE de Jeffrey Shaw
- Movement X, 3D (2010)
- Movement Y (2010)
- IMZK (2013)
- Music I, 3D (2005-2013)
- No Land II, 3D (2005-2014)
- No Land III, 3D (2005-2014)
- No Land I, 3D (2008-2014)
- No Land IV (2009-2014)
- Music III Lag, 3D (2011-2014)
- Music II, 3D (2013-2014), pour l'AVIE de Jeffrey Shaw
- Movement Z, 3D (2014), pour l'AVIE de Jeffrey Shaw, avec Luo Yuebing
- I Miss You (2015)
- Hemisphere, création pour dome hémisphérique ou planétarium (2006-2016)
- Ghost, pour la Matrice liquide 3D (2017-2018)
- Lost, création pour dome hémisphérique ou planétarium (2017)
- Osc-L, création sur la cage d’escalier extérieure du National Theatre de Londres (2018)
- Nil (2018)
- QSL (2018)
- NoLandX, 3D, création pour le Deep Space 8K du Centre Ars Electronica à Linz (2019)
- Waveform X, 3D (2019)
- Osc-K, création en plein air sur le lac du parc Günther-Klotz à Karslruhe (2020)
- Waveform Z (2022)
- Osc-B, création en plein air devant les jardins du Musée du Design à Barcelone (2020)
- Waveform L, commande de Stiftung für Kunst und Kultur e.V. Bonn, pour l'exposition Dimensions - Art numérique depuis 1859 à Leipzig (2023)
- Movement L, commande de Stiftung für Kunst und Kultur e.V. Bonn, pour l'exposition Dimensions - Art numérique depuis 1859 à Leipzig (2023)
- NOLAND-D (2023)

#### Avec Granular-Synthesis
- Sweet Heart (1996)
- Noisegate (1998)
- Form (2000)
- Feld (2000)
- Reset (2001)
- Lux (2003)

### Spectacles
- Weathering (2004) avec Akemi Takeya
- "N" (2004) avec Kurt Hentschläger et le Ballet Preljocaj
- CE_I (2005) avec Akemi Takeya
- Syntony (2005)
- Movement A (2007) avec Toshiko Oiwa
- Ku (2010)
- Movement B (2011)
- Drift_Line_Blue (2011)
- Movement C (2012) avec Luo Yuebing
- Sinken II pour 44 musiciens (1999-2015)
- Re-Time, pour orchestre à cordes (2015)
- Full Zero (2016) avec Luo Yuebing
- Vortex (2020) avec Maria Chiara De'nobili

#### Avec Granular-Synthesis
- Modell 5 (1994-2007)
- Areal (1997-2004)
- Pol (1998-2008)
- Sinken (pour Dangereuses Visions, avec Art Zoyd et l'Orchestre national de Lille) (1999)
- Formen (Zulu Time, cabaret technologique de Ex Machina / Robert Lepage) (1999)
- <360> (2002-2003)
- Minus (2002)

### Livres
- (en) Christa Sommerer, Laurent Mignonneau et Dorothée King, Interface Cultures: Artistic Aspects of Interaction, Bielefeld, Transcript Verlag, 2008, 348 p. (ISBN 978-3-8394-0884-1), p. 283-288
- (en) Chris Salter (préf. Peter Sellars), Entangled: Technology and the Transformation of Performance, Cambrigde, MA, The MIT Press, 2010, 460 p. (ISBN 978-0-262-31510-4), p. 175
- (en) Laura U. Marks, Enfoldment and Infinity: An Islamic Genealogy of New Media Art, Cambrigde, MA, MIT Press, 2010, 408 p. (ISBN 978-0-262-01421-2), p. 1, 174, 386
- Dominique Moulon, Art contemporain, nouveaux médias, Paris, Nouvelles Éditions Scala, coll. « Sentiers d’art », 2011, 128 p. (ISBN 978-2-359-88038-0)
- (en) Rosemary Klich et Edward Scheer, Multimedia Performance, Palgrave Macmillan, 2011, 240 p. (ISBN 978-0-230-57467-0), p. 183
- Martin Barnier et Kira Kitsopanidou, « Chapitre 5. En marge : le relief dans le cinéma expérimental, amateur, scientifique, publicitaire et sur scène », dans Le cinéma 3-D - Histoire, économie, technique, esthétique, Armand Colin, 2015, 192 p. (ISBN 978-2-200-61229-0)

#### Avec Granular-Synthesis
- (de) Georg Schöllhammer, The Diana « Lichtwerk », IBM Redesign DIANA, Vienne, Autriche, 1993, p. 24-27
- (de) Ursula Hentschläger, « Interview with Hentschläger/Langheinrich », dans Ursula Hentschläger, Rosa von Suess, Max Kossatz, Medien. Kunst. Passagen 1/93, Vienne, Passagen-Verlag, 1993 (ISSN 1019-4193), p. 51-54.
- (de) Birgit Richard, « Motion Control - Ein elektronischer Bildersturm? », dans Birgit Richard, Norbert Bolz, Cordula Meier, Riskante Bilder: Kunst, Literatur, Medien, Munich, Wilhelm Fink Verlag, 1996 (ISBN 978-3770531028), p. 117-128.
- (de + en) Mike Stubbs, « Granular-Synthesis », dans Gerfried Stocker, Christine Schöpf, Infowar : information.macht.krieg, Vienne, Springer Verlag GmbH, 1998 (ISBN 978-3-211-83134-2), p. 252-257.
- (en) Firoza Elavia, Cinematic Folds:  the furling and unfurling of images, Toronto, Pleasure Dome, 2008 (ISBN 978-0-968-21154-0), p. 121-123, 133-137
- (en) Edward A. Shanken, Art and Electronic Media, London, Phaidon Press, 2009 (ISBN 978-0-714-84782-5), p. 281
- (en) Mike Stubbs, Karen Newman et Lewis Biggs, We Are the Real Time Experiment: 20 Years of FACT, Liverpool, Liverpool University Press, 2010 (ISBN 978-1-846-31229-8)
- (de) Yvonne Spielmann, Hybridkultur7, Berlin, Suhrkamp, 2010 (ISBN 978-3-518-29572-4), p. 154-158, 162, 168, 18
- (en) Chris Salter (préf. Peter Sellars), Entangled: Technology and the Transformation of Performance, Cambridge, MA, The MIT Press, 2010, 460 p. (ISBN 978-0-262-31510-4), p. 165-166, 174-175
- (en) Casey Reas, Form + code in design, art, and architecture, New York, Princeton Architectural Press, 2010 (ISBN 978-1-568-98937-2), p. 49-50

### Catalogues d'expositions
- (de + en) « Neue Wahrnehmungsweisen / New Modes of Perception », dans Cosima Rainer, Stella Rollig, Dieter Daniels, Manuela Ammer, See this sound: Versprechungen von Bild und Ton / Promises in sound and vision, Linz, Lentos Kunstmuseum, 2009 (ISBN 978-3-865-60683-9), p. 164,165
- (de) Gabriele Höbart et Rainer Fuchs, Interferenzen II : Performance-Kunst in Bewegung, Vienne, Museum Moderner Kunst, 1991 (ISBN 978-3-900776-12-1)
- (de) J. P. Bachem, Art Cologne 2003, Foire internationale d’art contemporain de Cologne, 2003 (ISBN 9783761617557)
- (fr + en) Richard Castelli (commissaire), Cinémas du Futur, Lille, BAI / Lille 2004 - Capitale européenne de la culture, 2004, 107 p., p. 54-55, 98
- (de + en) Mark Ries, Hybrid Living in Paradox. Emptiness, Hissing and Control. On Ulf Langheinrich's Œuvre, Linz, Hatje Cantz Verlag (ISBN 3-775-71659-9, lire en ligne), p. 339-345
- (zh + en) Richard Castelli (commissaire) (préf. Shen Qibin), From Flash to Pixel, Shanghai, Shanghai Zendai Museum of Modern Art, 2006, 101 p., p. 45-48, 89
- (de + en) Richard Castelli (commissaire), Vom Funken zum Pixel: Kunst + Neue Medien (From Spark to Pixel: Art + New Media), Berlin, Nicolai Verlag, 2007 (ISBN 978-3-894-79434-7)
- (zh) Richard Castelli (commissaire) et Gong Yan(commissaire), Body Media, Shanghai, O Art Centre, 2007
- (en) Dr Paul Thomas, BEAP 07: Stillness contemplation and Pattern Recognition, Perth, 2007 (ISBN 978-0-646-47937-8)
- (zh) Richard Castelli (commissaire), eLandscapes - Shanghai eARTS Festival, Shanghai, 2008, p. 24-29, 44
- (en + de) Gottfried Hattinger (commissaire) et Peter Bogner, Space inventions, Der künstliche Raum), Vienne, k/haus & Schlebrügge.editor, 2010 (ISBN 978-3-900-92686-1)
- Fabrice Bousteau et Pascale Pronnier, Panorama 12 - Soft Machines, Tourcoing, Le Fresnoy, Studio national des arts contemporains, 2010 (ISBN 978-2-91769-604-0)
- (tr + en) Richard Castelli (commissaire), Madde-Işık, Istanbul, Borusan Music House Istanbul, 2010, p. 40-53
- (kr + en) Dooeun Choi, Zhang Ga, Suhjung Hur, Yukiko Shikata, Pilung Kang, Jeongwon Chae, Ryu Byoung-Hak (commissaires) et Ryu Byoung-Hak (éditeur), Incheon International Digital Art Festival 2010, Incheon, Seoul, 2010 (ISBN 978-8-99547-282-8)
- (de + en) Detlev Schneider, Andreas Broeckmann et Carsten Seiffarth, tesla berlin. medien kunst labor 2005-2007, Berlin, Alexander Verlag, 2010 (ISBN 978-3-89581-224-8)
- (fr + en) Richard Castelli (commissaire), Matière-Lumière, Béthune, Epidemic, 2011 (ISBN 978-2-953-88220-9), p. 42-57
- (en) Peter Noever, The [Secret] Return of No/ever, Los Angeles, SCI-Arc at the Ace Museum, 2011
- (zh + en) Robin Peckham (commissaire), The Burning Edge: Making Space, Activating Form (Ran shao bian yuan: zhi zao kong jian yu ji fa xing shi), Hong Kong, School of Creative Media, City University of Hong Kong, 2012
- (zh + en) James Giroudon (commissaire) et Fang-yi Lin, Imminent Sounds: Falls and Crossings, Taipei, Taipei Fine Arts Museum, 2013, 192 p. (ISBN 978-9-86039-562-4), p. 112-117
- (fr + en) Show Off, Paris, Paris 2013, 8è foire d’art numérique, 2013 (lire en ligne)
- (de) Dietmar Lupfer, Ulf Langheinrich - FULL ZERO, Selected Works 2007-2017’’, Munich, Muffatwerks, 2017
- (de + en) Walter Smerling, Richard Castelli, Alexander C. Karp, Tim Höttges, Dan Xu, Clara Blume et Lennard Peitz, Dimensions - Digital Art since 1859, Leipzig, Stiftung für Kunst und Kultur e.V., Wienand, 2023 (ISBN 978-3-86832-748-9), p. 175-176, 227-233, 244

#### Avec Granular-Synthesis
- (de) Wolfgang Drechsler, Differenzen, Affinitäten und Brüche - Zeitabschnitt 92 - Aktuelle Kunst aus Österreich, Eine Ausstellung des Bundesministeriums für Unterricht und Kunst vom 16. Oktober bis 22. November 1992 in Wien, Vorwort, Bundesministerium für Unterricht und Kunst, Vienne, Druck Holzhausens Nachfolger, 1992, p. 120-124, 214
- (en + ja) The 4th Internationa:l Biennale in Nagoya - Artec ´95, Nagoya City Art Museum, Nagoya, The Council for the International Biennale in Nagoya, 1995, p. 72-86
- (de + en) Andreas Spiegl, Karl Gerbel et Peter Weibel, Mythos Information – Welcome to the Wired World - Ars Electronica Linz, Linz, Springer, 1995 (lire en ligne), p. 380
- (nl + en) Helmut de Hoogh, Alex Adriaansens, Andreas Broeckmann et Marc Thelosen, DEAF95 Dutch Electronic Art Festival – Interfacing Realities, Rotterdam, V2_ , Lantaren/Venster, 1995 (lire en ligne), p. 36
- (se) Elektra 96 - Elektra manual, Oslo, 1996, p. 101
- (de) Granular Synthesis. mädchen.apparate.kunst. medien, apparate, kunst projektionsräume, Vienne, Museum für angewandte Kunst, 1996
- (pl) Sweet Heart. Media Art Biennale WRO97, Wroclaw, 1997, p. 62
- (en) Tom Sherman, Granular Synthesis, Noise Gate M6, 1998 (ISBN 3-89322-417-3)
- (en + de) Peter Noever, Granular-Synthesis: Noisegate M6, Vienne, Hull Time Based Arts, 1998 (ISBN 9-783-89322-417-3)
- (de) Ernst Beyeler (éditeur), Face to face to cyberspace (Fondation Beyeler), Bâle, Hatje Cantz, 1999 (ISBN 9-783-90563-206-4)
- Pierre-Alain Jaffrennou et James Giroudon (préface), Musiques en scène : exposition, Musée d'art Contemporain de Lyon, du 11 février au 16 avril : concerts, opéras, spectacles musicaux, du 7 mars au 26 mars 2000 : Lyon Cité Sonore, du 10 au 19 mars 2000, Lyon, GRAME, Musée d’art contemporain de Lyon, 2000, p. 16-23
- (de) Elisabeth Schweeger (éd.), Der körper erfüllte Raum fort und fort. Eine Ausstellung in zwei Akten, Linz, O.K.-Centrum für Gegenwartskunst OÖ und Landestheater Linz, 2000 (ISBN 9-783-85307-026-0), p. 18-23
- (de) Elisabeth Schweeger (éd.), Timothy Druckrey, Manfred Faßler, David Medalla et Dick Pursel, Granular=Synthesis/gelatin Biennale di Venezia 2001- Österreichischer Pavillon, Wien, Hatje Cantz, 2001 (ISBN 9-783-77579-094-9)
- (kr + en) Lawrence Rinder (commissaire), Jungoo Bahk (commissaire), Lee Joongki et Ilho Park, 2002 Media Art Daejeon-New York: Special Effects, Daejeon, Daejeon Museum of Art, 2002, « FELD, Granular-Synthesis »
- (fr + en) Richard Castelli (commissaire), Cinémas du Futur, BAI / Lille 2004 - Capitale européenne de la culture, 2004, 107 p. (ISBN 9-076-70461-9), p. 48-50, 95
- (en) Kathleen Forde, What Sound Does A Color Make?, New York, Independent Curators International, 2005 (ISBN 9-780-91636-571-4)
- (de) Rudolf Frieling, « 1997 Sweat Heart, Granular-Synthesis », dans 40jahrevideokunst.de – Part 1 : Digital Heritage: Video Art in Germany from 1963 until the Present, Karlsruhe, ZKM - Museum für Neue Kunst, German Federal Cultural Foundation, Künsthalle Bremen, 2006 (ISBN 3-775-71718-8), p. 274-277
- (zh) Richard Castelli (commissaire) et Gong Yan(commissaire), Body Media, Shanghai, O Art Centre, 2007, p. 147-159
- (zh) Richard Castelli (commissaire), eLandscapes - Shanghai eARTS Festival, Shanghai, 2008, p. 12-13
- (it + he) Angelo Gioè (commissaire) et Maria Rosa Sossai(commissaire), Sounds & visions : Artists' films and videos from Europe: the last decade, Cinisello Balsamo Milan, Silvana Editoriale, 2009, p. 94-99, 189
- (en) Gerald Matt, Angela Stief, Gerhard Johann Lischka, Massimiliano Gioni et Sabine Himmelsbach, Videorama Artclips from Austria, Wien, Bern, Kunsthalle Wien, Benteli Bern, 2009, DVD-R (ISBN 9-783-71651-616-4)
- (tr + en) Richard Castelli (commissaire), Madde-Işık, Istanbul, Borusan Music House Istanbul, 2010, p. 14-25
- (de + en) Walter Smerling, Richard Castelli, Alexander C. Karp, Tim Höttges, Dan Xu, Clara Blume et Lennard Peitz, Dimensions - Digital Art since 1859, Leipzig, Stiftung für Kunst und Kultur e.V., Wienand, 2023 (ISBN 978-3-86832-748-9), p. 173-174, 242

### Essais et presse spécialisée
- (de + en) Mark Ries, « Hybrid Living in Paradox - Emptiness, Hissing and Control On Ulf Langheinrich’s Œuvre », dans Gerfried Stocker, Christine Schàpf, Hybrid: living in paradox Ars electronica 2005 [Ars electronica center Linz, 01.-06. 09. 2005], Hatje Cantz, 2005 (ISBN 978-3-7757-1659-8)
- (en) Alessio Galbiati, « Ulf Langheinrich, The Useless And Fascinated Look », sur Digicult - Digital Art, Design and Culture, 3 mai 2008 (consulté le 20 décembre 2023)
- Anne-Cécile Worms, Laurent Diouf et Laurent Catala, « MCD HS #04 - Live A/V », sur Magazine des Cultures Digitales, 1er avril 2010 (consulté le 20 décembre 2023), p. 76-77
- Dominique Moulon, « Ulf Langheinrich - Temporalités multiples », MCD #59,‎ juillet 2010 (lire en ligne)
- (en) « Infernal descent. Feedback Elektra - International Digital Arts Biennial », Digitalarti, no n°,‎ août 2012
- Laurent Diouf, Anne Vincent et Anne-Cécile Worms, « Les Arts NuméRiques », Dossiers du CRISP, Bruxelles, CRISP, no 81,‎ 2013 (ISBN 978-2-87075-121-3)
- Thomas Hahn, « Ulf Langheinrich : la projection 3D e(s)t la boîte de Pandore », Actualité de la scènographie AS magazine, no 201,‎ juin 2015, p. 30-33
- Laurent Diouf, Anne Vincent et Anne-Cécile Worms, « Les arts numériques », MCD, no Hors série 04,‎ avril 2010 (lire en ligne)

#### Avec Granular-Synthesis
- (de) Birgit Flos, « Welcome to MediaMOO**** Type », Du - Zeitschrift für Kultur / Kunst Werk Wien, Zurich, no 645,‎ janvier 1995 (ISBN 978-3-90851-675-0)
- Denis Fortier, « Festival Manca », Le Monde.fr,‎ décembre 1995
- (it) Paolo Cecchetto, « Granular-Synthesis », Juliet Art Magazine #76, Trieste,‎ 1996
- (en) Erik Davis, « Global Ear:San Francisco », Wire, no 155,‎ janvier 1997
- (de) Arnd Wesemann, « Binäre Tänze », Ballett international. tanz aktuell,‎ mai 1997
- (de) Thomas Wolkinger, « Ganzkörpermassage », Die Presse,‎ 25 octobre 1997
- (de) Christian Schachinger, « Pixel gegen Bio-Einheiten », Der Standard,‎ 25 octobre 1997
- (de) « Körper-Experimente im psychotischen Triebwerk: Granular=Synthesis im », Steirischen Herbst Salzburger Nachrichten,‎ 27 octobre 1997
- (de) Robin Rimbaud, « Robin Rimbaud crosses the NoiseGate with Granular-Synthesis », The Wire, London, no 174,‎ août 1998
- Annick Rivoire, « POL, fascisme musical ou génie précurseur ? », Libération, Paris,‎ 18 septembre 1998
- (en) Claudia Hart, « Granular-Synthesis, Interview with Kurt Hentschläger », Artbyte Vol. 1, no 5,‎ décembre 1998 - janvier 1999
- (de) Johanna Hofleitner, « Maximales Lärmen », Die Presse, Vienne,‎ 20 janvier 1999
- (de) Brigitte Borchhardt-Birbaumer, « Maschinenmenschen im dunklen Raum », Wiener Zeitung,‎ 28 janvier 1999
- (de) Sabine Buchwald, « Höllentore und Ausbruch statt Input », Süddeutsche Zeitung, Munich,‎ 19 février 1999
- Bernard Lamarche, « Entre l'envoûtement et l'irritation. Noisegate », Le Devoir, Montréal,‎ 17 avril 1999
- (en) Christopher Phillips, « Machine Dreams », Art in America, Vol. 87, No. 11,‎ novembre 1999, p. 110
- François Tousignant, « Attachez vos tuques !!! », Le Devoir, Montréal,‎ 15 novembre 1999
- Michael Bracewell, « Sensory assault on audience in Bradford », The Independent, Londres,‎ 6 août 2000
- (en) Graham Shearing, « Field of Beams: Granular-Synthesis explores the landscape of digital culture », Tribune Review, Pittsburg,‎ 3 novembre 2000
- (de) Birgit Richard, « Flash-Portions », Kunstforum Vol. 151,‎ juillet - septembre 2000, p. 190
- (de) Dieter Buchhart, « Ihr macht sehr elitäre Kunst. Documentation of the Venice Biennial », Kunstforum Vol. 156,‎ août - octobre 2001
- François Tousignant, « Grandeur de l'art qui s'accomplit », Le Devoir,‎ 15 novembre 2003
- (zh) « Granular-Synthesis », Art World Magazine), Shanghai,‎ janvier 2004
- Arnd Wesemann, « Kill Bill Vol.3 », ballettanz, Berlin, Friedrich Berlin Verlag,‎ juillet 2004
- (zh) « Granular-Synthesis », Art World Magazine), Shanghai,‎ mai 2009
- (de + en) Mark Ries, « Hybrid Living in Paradox - Emptiness, Hissing and Control On Ulf Langheinrich’s Œuvre », dans Gerfried Stocker, Christine Schàpf, Hybrid: living in paradox Ars electronica 2005 [Ars electronica center Linz, 01.-06. 09. 2005], Hatje Cantz, 2005 (ISBN 978-3-7757-1659-8)
- (en) Thomas Feuerstein, « Modell 3.1: A multi-media live environment by Kurt Hentschläger and Ulf Langheinrich », dans Transit 92, Innsbruck, 1992
- (en) Thomas Feuerstein et Heidi Grundmann (éd.), « Pyramedia / Granular-Synthesis Modell 3.02 », dans Transit #1, Innsbruck, 1994, p. 84-87
- (en) Nina Edge, « Hentschläger-Langheinrich », Eikon # 10-11, Vienne,‎ 1994
- (en) Birgit Flos, « Motion Control - Shared Pain: Man and Machine. Motion Control. Modell 5 by Granular-Synthesis at the Kunstverein, Hanover », Der Standard, Vienne,‎ 1995
- (en) Zoe Leoudak, « Hearing the Noise: Revolution, International Symposium on Electronic Art (ISEA98) », Sculpture Magazine, Liverpool, no Vol.18 No. 4,‎ mai 1999
- (en) Rob Dyer, « Granular Synthesis-Noisegate, National Museum of Photography, Film & Television, Bradford (2000) », Dark Stark Magazine,‎ 2000
- (nl) Pieter Verstraete, « Long Hard Looks / nY, Het verlangen van het luisteren, Over de esthetiek van verstoring in de installatiekunst van Granular-Synthesis », nY, New York, no #2,‎ 19 mars 2010 (lire en ligne)

## Discographie
- Degrees of Amnesia (CD, 1998)
- Vol1 (Vinyle, 2012)

## Vidéographie
- Is This Art? - Volume 3: Digital Dreams and Old World Photography (2007). DVD contenant une interview d'Ulf Langheinrich. Artfilms Ltd., Australie
- Visionaries 21: The Aesthetic of Sensory Overload, The work of Ulf Langheinrich - Vol. 3 (2013). Contemporary Art Media, Artfilms Ltd., Australie.  (ISBN 978-1-922-00765-0)

### Avec Granular-Synthesis
- GRANULAR-SYNTHESIS - IMMERSIVE WORKS (2004)

Compilation DVD contenant des extraits des œuvres avec une documentation sur les dix ans de production de GRANULAR-SYNTHESIS. Édition : ZKM Karlsruhe / Distribution : CANTZ.  (ISBN 9783775713511)
- INDEX 003 / GRANULAR SYNTHESIS - REMIXES FOR SINGLE SCREEN

Troisième volume d'une collection de 15 DVD, présentant des œuvres d'artistes audiovisuels autrichiens, ce DVD inclut les remixes pour mono écran de RESET, 2001, 25 min, et MODELL 5, 1994-1996, 30 min, ARGE INDEX (Medienwerkstatt Wien & sixpackfilm)
- 40yearsvideoart.de - Part 1 (2006)

Digital Heritage: Video Art in Germany from 1963 to the Present.
DVD-Rom présentant un extrait de SWEET HEART (7 min 30 s, 1997). Rudolf Frieling & Wulf Herzogenrath / Hatje Cantz Verlag, Allemagne.  (ISBN 978-3-775-71718-2)
- VIDEORAMA : ARTCLIPS FROM AUSTRIA de Gerald Matt (2009)

DVD incluant un extrait de LUX (4 min, 2002). Édition : Benteli Verlag  (ISBN 978-3-716-51614-0) (édition allemande) /  (ISBN 978-3-716-51616-4) (édition anglaise)